# Baldhead Slick & da Click
Albums de Guru
Jazzmatazz, Vol. 3: Streetsoul
(2000) Version 7.0: The Street Scriptures
(2005)
Baldhead Slick & da Click est le quatrième album studio du rappeur Guru, sorti le 25 septembre 2001.
L'album, qui ne fait pas partie de la série Jazzmatazz, s'est classé 1er au Heatseekers, 5e au Top Independent Albums, 22e au Top R&B/Hip-Hop Albums et 122e au Billboard 200.

## Liste des titres
| No  | Titre                                                            | Contient un (des) sample(s) de                                                                  | Durée |
| --- | ---------------------------------------------------------------- | ----------------------------------------------------------------------------------------------- | ----- |
| 1.  | Where's Our Money?!                                              | The Rainmaker d'Earl Klugh I'll Bet You des Jackson Five                                        | 3:23  |
| 2.  | Back 2 Back (featuring Mendoughza)                               | Speak Ya Clout de Gang Starr featuring Jeru the Damaja et Lil' Dap People's Choice de Defari    | 2:59  |
| 3.  | Rollin' Dolo (featuring Ed OG, Big Shug et Krumbsnatcha)         | Poor Abbey Walsh de Marvin Gaye                                                                 | 3:56  |
| 4.  | No Surviving                                                     | Da Mystery of Chessboxin' du Wu-Tang Clan                                                       | 3:31  |
| 5.  | Underground Connections (featuring Ice-T et Suspectz)            | Cats on the Coast de Sea Level                                                                  | 4:31  |
| 6.  | Niggaz Know (featuring Treach, Kaeson et Gold D)                 |                                                                                                 | 4:03  |
| 7.  | In Here (featuring Timbo King, Killah Priest et Black Jesus)     | Ulisse Coperto Di Sale de Lucio Dalla                                                           | 4:34  |
| 8.  | The Come Up (featuring Kapital Gainz et Kreem.Com)               |                                                                                                 | 3:39  |
| 9.  | Cry                                                              | Cry Cry Cry de Bobby Bland                                                                      | 3:31  |
| 10. | O.G. Talk (featuring Tef et Don Parmazhane)                      |                                                                                                 | 4:08  |
| 11. | Pimp Shit (featuring Kaeson et Kreem.Com)                        | The Way They Do My Life de Sir Joe Quarterman & Free Soul Gangster Boogie des Chicago Gangsters | 4:56  |
| 12. | Never Ending Saga (featuring Lae D-Trigga et Bless)              |                                                                                                 | 4:19  |
| 13. | War Tactics (featuring New Child, James Gotti et Hussein Fatal)  | Evening: The Sunset des Moody Blues                                                             | 4:26  |
| 14. | Collecting Props (featuring Killa Kaine, Mr. Moe et Pete Powers) |                                                                                                 | 3:24  |
| 15. | Revolutionist (featuring Squala Orphan et Blick Street)          | Tha Realness de Group Home                                                                      | 3:37  |
| 16. | No Grease (featuring Mendoughza, New Child et Lae D-Trigga)      |                                                                                                 | 3:37  |
| 17. | How You Gonna Be a Killa? (featuring Smitty)                     |                                                                                                 | 3:31  |
| 18. | Stay Outta My Face (featuring Big Shug et H.Stax)                |                                                                                                 | 2:50  |
| 19. | The Anthem                                                       | Society's Child de Janis Ian                                                                    | 3:01  |